# Г'ю Бонневілль
Г'ю Річард Бонневілль Вільямс (англ. Hugh Richard Bonniwell Williams; нар. 10 листопада 1963, Лондон), професійно відомий як Г'ю Бонневіль — англійський актор. Добре відомий завдяки ролі Роберта Кроулі, графа Грантема, в історичному драматичному серіалі ITV «Абатство Даунтон». За гру в шоу він отримав номінацію на «Золотий глобус» і дві поспіль номінації на премію «Еммі», а також три нагороди Гільдії кіноакторів. Він повторив свою роль у повнометражних фільмах «Абатство Даунтон» (2019) та «Абатство Даунтон: Нова ера» (2022). Він також знявся у фільмах «Ноттінг Хілл» (1999), «Айріс» (2001), «Люди-пам'ятники» (2014) і фільмах про ведмедика Паддінгтона (2014—2023).

## Молодість і освіта
Г'ю Бонневіль народився 10 листопада 1963 року в Паддінгтоні, Лондон. Його мати була медсестрою, а батько — хірургом-урологом. Здобував освіту в підготовчій школі Далвічського Коледжу на півдні Лондона та в Шерборнській школі.
Після середньої освіти Бонневіль вивчав теологію в коледжі Корпус-Крісті в Кембриджі. Він закінчив Кембридж за фахом теологія. Продовжив навчання в Академії драматичного мистецтва Веббера Дугласа в Лондоні.
Бонневіль випускник Національного молодіжного театру.

## Кар'єра

### 1990-ті роки
Коли він почав зніматися, Бонневілль вибрав своїм сценічним псевдонімом Річард Бонневілль, варіацію свого імені по батькові, тому що був відомий драматург на ім'я Г'ю Вільямс. Після десяти років виступів під ім'ям Річарда Бонневіля, він змінив Річарда на Г'ю.
Перший професійний виступ Бонневіля відбувся в Театрі просто неба у Ріджентс-Парку. У 1987 році він приєднався до Національного театру, де знявся в кількох п'єсах, а потім до Королівської Шекспірівської трупи в 1991 році, де зіграв Лаерта в «Гамлеті» Кеннета Брана (1992—1993). Він зіграв Валентина в «Двох джентльменах з Верони», Берджетто в «Шкода, що вона повія», Кастріла, а потім і Сурлі в «Алхіміку».
У 1994 році Бонневіль дебютував на телебаченні в ролі Річарда Бонневіля у «Мемуарах Шерлока Холмса» епізод: «Вмираючий детектив». Його дебютним фільмом став «Франкенштейн» Мері Шеллі 1994 року з Робертом Де Ніро та Кеннетом Браном. У фільмі про Джеймса Бонда 1997 року «Завтра не помре ніколи» він зіграв невелику роль моряка на борту «HMS Bedford». Його ранні ролі зазвичай були добродушними незграбними персонажами, такими як Берні у «Ноттінг-Гілл» (1999) і містер Рашворт у «Менсфілд-парку» (1999).

### 2000-ні роки
У телевізійних серіалах BBC «Візьми таку дівчину, як ти» (Take a Girl Like You, 2000) і «Броненосець» (Armadillo, 2001), він грав більш лиходійських персонажів, як от владного Генлі Ґрандкорта у «Деніелі Деронді» (Daniel Deronda, 2002) і вбивцю-психопата Джеймса Лемптона у «Командирі» (The Commander, 2003). У фільмі «Знову закоханий» (Love Again) він зіграв поета Філіпа Ларкіна.
У фільмі «Айріс» (2001) він зіграв молодого Джона Бейлі разом із Кейт Вінслет, його гру схвалили критики та номінували на BAFTA як найкращого актора другого плану. У 2004 році Бонневіль зіграв сера Крістофера Рена в документальній драмі «Рен — Людина, яка побудувала Британію». Бонневіль також багато працював на радіо. Він зіграв роль Джеррі Вестербі в інсценізації роману Джона ле Карре «Високоповажний школяр» на BBC Radio 4, яка вперше вийшла в ефір у січні 2010 року. Раніше він з'явився в сюрреалістичній комедії про паралельний всесвіт «Одружений».

### 2010-ті роки
З 2010 по 2015 рік він знімався в драмі «Абатство Даунтон» на каналі ITV у ролі Роберта, графа Грантема, цю роль він повторив у фільмі 2019 року. Бонневіль знову зіграв роль Роберта Кроулі у фільмі 2022 року «Абатство Даунтон: Нова ера».
На початку 2010 року він з'явився в комедійному фільмі «Берк і заєць» (Burke and Hare). У 2011 і 2012 роках він зіграв Іена Флетчера в комедійному серіалі BBC «Двадцять дванадцять» (Twenty Twelve), який отримав нагороди, і повторив цю роль у комедійному серіалі W1A на BBC у 2014 році. У грудні 2012 року він з'явився на BBC Two разом з Джесікою Хайнс у фільмі «Найнебезпечніші дороги світу», подорожуючи через Джорджію. Він також з'явився у фільмі Hippie Hippie Shake з Кілліаном Мерфі та Сієнною Міллер.
З 2011 по 2014 рік Бонневіль був оповідачем у шоу «Готель» (The Hotel) на Channel 4. 18 листопада 2012 року Бонневіль з'явився на сцені театру Сент-Мартін у Вест-Енді під час вистави п'єси Агати Крісті «Мишоловка» з нагоди 60-річчя, найдовшої п'єси у світі.
Бонневіль зіграв містера Брауна у фільмі «Паддінгтон» 2014 року та його продовженні «Паддінгтон 2» 2017 року. Він з'явився у співочій комедійній ролі Пітера Піллагера, Короля Піратів, у музично-комедійному серіалі-феєрії ABC на тему казки «Галавант» у сезонах 2015 та 2016 років. Він також озвучував серіал «Круїз» на каналі ITV.
У 2017 році Бонневіль зіграв лорда Маунтбаттена у фільмі режисера Гуріндера Чадхи «Будинок віце-короля», який зображував заворушення та насильство під час розділу Індії в останні дні британського правління. Також у 2017 році він озвучив голос Мерліна у фільмі за мотивами дитячого серіалу «Томас і друзі»: «Подорож за Содор». Того ж року він виступив оповідачем у документальному фільмі «Повернення до благодаті: Життя та спадщина Лютера», і було оголошено, що Бонневіль зіграє Роальда Даля в майбутньому біографічному фільмі про автора.
У 2018 році Бонневіль змінив Джулі Ендрюс на посаді ведучого та диктора щорічного епізоду «З Відня: Новорічне святкування» програми «Великі вистави», яка транслювалася на Новий рік на телеканалі PBS у Сполучених Штатах. Також у 2018 році він повернувся, щоб озвучити Мерліна в одному з епізодів двадцять другої серії Томас і друзі.
У 2019 році Бонневіль зіграв К. С. Льюїса в постановці «Тіньові земли» (Shadowlands) Чичестерського фестивального театру разом з акторами Ліз Вайт та Ендрю Хевіллом.

### 2020-ті роки
8 березня 2023 року Бонневіль з'явився в шоу ITV «Подорож ДНК» разом із коміком Джоном Бішопом.
7 травня 2023 року Бонневіль виступив як ведучий концерту з нагоди коронації короля Чарльза III.

## Особисте життя
Бонневіль одружився з Люсіндою «Лулу» Еванс у 1998 році. Вони живуть зі своїм сином Феліксом у Західному Сассексі.
У 2009 році Бонневіль озвучував роль судді Джастіса Фосса в британській прем'єрі Джозефа Кріллі «Котик і прокляття» (Котик і прокляття) для Giant Olive Theatre Company в театрі Лева та Єдинорога в Кентіш-Тауні. Незабаром після цього він став першим меценатом театру Giant Olive. Бонневіль також є покровителем лондонської дитячої благодійної організації Scene & Heard і послом WaterAid.
8 жовтня 2019 року Бонневіль був призначений заступником лейтенанта округу Західний Сассекс.

## Творчість

### Кіно
| Рік  | Фільм                                       | Роль                            | Прим.          |  |
| ---- | ------------------------------------------- | ------------------------------- | -------------- |  |
| 1994 | Франкенштейн Мері Шеллі                     | Шиллер                          |                |  |
| 1997 | Завтра не помре ніколи                      | Офіцер на кораблі «HMS Bedford» |                |  |
| 1999 | Ноттінг Гілл                                | Берні                           |                |  |
| 1999 | Менсфілд-парк                               | Містер Рашворт                  |                |  |
| 2001 | Blow Dry                                    | Louis                           |                |  |
| 2001 | High Heels and Low Lifes                    | Farmer                          |                |  |
| 2001 | The Emperor's New Clothes                   | Bertrand                        |                |  |
| 2001 | Айріс                                       | Молодий Джон Бейлі              |                |  |
| 2003 | Conspiracy of Silence                       | Fr. Jack Dowling                |                |  |
| 2004 | Piccadilly Jim                              | Lord Wisbeach                   |                |  |
| 2004 | Краса по-англійськи                         | Семюел Піпс                     |                |  |
| 2005 | The Commander: Virus                        | James Lampton                   | Uncredited     |  |
| 2005 | The Commander: Blackout                     | James Lampton                   | Uncredited     |  |
| 2005 | Man to Man                                  | Fraser McBride                  |                |  |
| 2005 | Asylum                                      | Max Raphael                     |                |  |
| 2005 | Underclassman                               | Headmaster Felix Powers         |                |  |
| 2006 | Scenes of a Sexual Nature                   | Gerry                           |                |  |
| 2007 | Чотири останні пісні                        | Себастіан Берроуз               |                |  |
| 2007 | Hola to the World                           | Painter                         | Short film     |  |
| 2008 | One of Those Days                           | Mr Burrell                      | Short film     |  |
| 2008 | French Film                                 | Jed                             |                |  |
| 2009 | Лезо ножа                                   | Чарльз Поллок                   |                |  |
| 2009 | Glorious 39                                 | Gilbert Williams                |                |  |
| 2009 | Час від часу                                | Капітан Олдноу                  |                |  |
| 2010 | Critical Eye                                | Brian                           |                |  |
| 2010 | Shanghai                                    | Ben Sanger                      |                |  |
| 2010 | Third Star                                  | Beachcomber                     |                |  |
| 2010 | Ноги-руки за любов                          | Лорд Гаррінгтон                 |                |  |
| 2010 | Hippie Hippie Shake                         | John Mortimer                   | Unreleased     |  |
| 2011 | Третя зірка                                 | Безхатченко                     |                |  |
| 2014 | Мисливці за скарбами                        | Лейтенант Дональд Джефріс       |                |  |
| 2014 | Muppets Most Wanted                         | Irish Journalist                |                |  |
| 2014 | Пригоди Паддінгтона                         | Містер Генрі Браун              |                |  |
| 2015 | Stick Man                                   | Santa Clause                    | Озвучування    |  |
| 2015 | Silent Hours                                | Commander William Calthorpe     |                |  |
| 2017 | Будинок віце-короля                         | Луїс Маунтбеттен                |                |  |
| 2017 | Пригоди Паддінгтона 2                       | Містер Генрі Браун              |                |  |
| 2017 | Journey Beyond Sodor                        | Merlin                          | Озвучування    |  |
| 2017 | Дихай                                       | Тедді Голл                      |                |  |
| 2017 | A Return to Grace: Luther's Life and Legacy | Оповідач                        |                |  |
| 2017 | Таємниці Великої хартії вольностей          | Оповідач                        | Документальний |  |
| 2019 | Абатство Даунтон                            | Роберт Кроулі, граф Ґрентем     |                |  |
| 2020 | Jingle Jangle: A Christmas Journey          | Mr. Delacroix                   |                |  |
| 2021 | To Olivia                                   | Роальд Дал                      |                |  |
| 2022 | Абатство Даунтон 2                          | Роберт Кроулі, граф Ґрентем     |                |  |
| 2022 | I Came By                                   | Sir Hector Blake                |                |  |
| 2022 | Дивовижний Моріс                            | The Mayor                       | Озвучування    |  |
| 2023 | Банк Дейва                                  | Sir Charles                     |                |  |
| 2023 | Mummies                                     | Lord Sylvester Carnaby          | Озвучування    |  |
| 2024 | Паддінгтон в Перу                           | Містер Генрі Браун              |                |  |

### Телебачення
| Рік            | Фільм                                           | Роль                             | Нотатки                                                          |
| -------------- | ----------------------------------------------- | -------------------------------- | ---------------------------------------------------------------- |
| 1990           | Chancer                                         | Jas                              | 2 епізоди                                                        |
| 1991           | Dodgem                                          | Rick Bayne                       | 5 епізодів                                                       |
| 1993           | Paul Merton: The Series                         | Captain                          | Серія: #2.6"                                                     |
| 1993           | Stalag Luft                                     | Barton                           | Телевізійний фільм                                               |
| 1994           | Спогади Шерлока Холмса                          | Віктор Севідж                    | Епізод: «Детектив при смерті» (Зазначений як Річард Бонневіль)   |
| 1994           | Peak Practice                                   | Dominic Kent                     | Серія: «Perfect Love» (Зазначений як Річард Бонневіль)           |
| 1994           | Cadfael                                         | Daniel Aurifaber                 | Серія: «The Sanctuary Sparrow» (Зазначений як Річард Бонневіль)  |
| 1994           | Between the Lines                               | Henry Oakes                      | Серія: «Close Protection»                                        |
| 1995           | The Vet                                         | Alan Sinclair                    | 6 епізодів                                                       |
| 1995           | Мешканці Іст-Енду                               | Headmaster                       | Епізод: «14 грудня 1995»                                         |
| 1996           | Married for Life                                | Steve Hollingsworth              | 7 серій                                                          |
| 1996           | Багз: електронні жучки                          | Натан Пім                        | Епізод: «Прослухана пшениця»                                     |
| 1997           | Breakout                                        | Peter Schneider                  | Телевізійний фільм                                               |
| 1997           | See You Friday                                  | Daniel                           | Серія: «#1.1»                                                    |
| 1997           | The Man Who Made Husbands Jealous               | Ferdinand Fitzgerald             | Серія: #1.1"                                                     |
| 1997           | Get Well Soon                                   | Norman Tucker                    | 4 серії                                                          |
| 1998           | Heat of the Sun                                 | Edward Herbert                   | Серія: «Hide in Plain Sight»                                     |
| 1998           | Mosley                                          | Bob Boothby                      | 4 серії                                                          |
| 1998           | Holding the Baby                                | Gordon Muir                      |                                                                  |
| 1998           | The Scold's Bridle                              | Tim Duggan                       | Телефільм                                                        |
| 1999           | Murder Most Horrid                              | Inspector Dawson                 | Серія: «Confessions of a Murderer»                               |
| 2000           | Take a Girl Like You                            | Julian Ormerod                   | 3 серії                                                          |
| 2000           | Thursday the 12th                               | Brin Hopper                      | Телефільм                                                        |
| 2000           | Madame Bovary                                   | Charles Bovary                   | Телефільм                                                        |
| 2001           | Hans Christian Andersen: My Life as a Fairytale | Publisher                        | Телефільм                                                        |
| 2001           | The Cazalets                                    | Hugh Cazalet                     | 6 серій                                                          |
| 2001           | Armadillo                                       | Torquil Helvoir Jayne            | Телефільм                                                        |
| 2002           | Убивства в Мідсомері                            | Г'ю Бартон                       | Епізод: «Викличте своїх мертвих»                                 |
| 2002           | Tipping the Velvet                              | Ralph Banner                     | Серія: «#1.3»                                                    |
| 2002           | Daniel Deronda                                  | Henleigh Grandcourt              | 3 серії                                                          |
| 2002           | Impact                                          | Phil Epson                       | Телевізійний фільм                                               |
| 2002           | The Gathering Storm                             | Ivo Pettifer                     | Телевізійний фільм                                               |
| 2002           | Right Under My Eyes                             | James                            | Телевізійний фільм                                               |
| 2002           | The Biographer                                  | Eric                             | Телевізійний фільм                                               |
| 2002           | Doctor Zhivago                                  | Andrey Zhivago                   | Телевізійний фільм                                               |
| 2003           | The Commander                                   | James Lampton                    | Телевізійний фільм                                               |
| 2003           | Love Again                                      | Філіп Ларкін                     | Телевізійний фільм                                               |
| 2003           | Hear the Silence                                | Andrew Wakefield                 | Телевізійний фільм                                               |
| 2004           | Wren: The Man Who Built Britain                 | Christopher Wren                 | Документальний телефільм                                         |
| 2005           | The Rotter's Club                               | Voice of Adult Ben               | 2 серії                                                          |
| 2005           | The Robinsons                                   | George Robinson                  | 6 серій                                                          |
| 2006           | Courting Alex                                   | Julian/Charles Carter            | 10 серій                                                         |
| 2006           | Beau Brummell: This Charming Man                | Prince Regent                    | Телевізійний фільм                                               |
| 2006           | Tsunami: The Aftermath                          | Tony Whittaker                   | Телевізійний фільм                                               |
| 2007           | The Vicar of Dibley                             | Jeremy Ogilvy                    | Епізод: «The Vicar in White»                                     |
| 2007           | Five Days                                       | DSI Iain Barclay                 | 4 епізоди                                                        |
| 2007           | The Replacements                                | Озвучка                          | Епізод: «London Calling»                                         |
| 2007           | The Diary of a Nobody                           | Charles Pooter                   | Телевізійний фільм                                               |
| 2007           | Міс Остін шкодує                                | Rev. Brook Bridges               | Телевізійний фільм                                               |
| 2007–08        | Freezing                                        | Matt                             | 3 серії                                                          |
| 2008           | Bonekickers                                     | Gregory Parton                   | 6 серій                                                          |
| 2008           | Lost in Austen                                  | Claude Bennet                    | 4 серії                                                          |
| 2008           | Filth: The Mary Whitehouse Story                | Sir Hugh Carleton Greene         | Телевізійний фільм                                               |
| 2008–11        | Country House Rescue                            | Narrator                         | 24 серії                                                         |
| 2009           | Hunter                                          | DSI Iain Barclay                 | 2 серії                                                          |
| 2009           | Ruth Watson's Hotel Rescue                      | Narrator                         | 6 серій                                                          |
| 2009           | Legally Mad                                     | Gordon Hamm                      | Пілотний епізод                                                  |
| 2010–15        | Абатство Даунтон                                | Robert Crawley, Earl of Grantham | 52 серії                                                         |
| 2010           | Бен-Гур                                         | Понтій Пілат                     | 2 епізоди                                                        |
| 2010           | Пуаро Агати Крісті                              | Едвард Мастерман                 | Епізод: «Вбивство у Східному експресі»                           |
| 2010           | The Silence                                     | Chris                            | 4 серії                                                          |
| 2010–14        | Rev.                                            | Roland Wise                      | 3 серії                                                          |
| 2011           | Доктор Хто                                      | Капітан Евері                    | Епізоди: «Прокляття чорної плями» «Добра людина йде на війну»    |
| 2011           | Міс Марпл Агати Крісті                          | Інспектор Хьюітт                 | Телевізійний фільм                                               |
| 2011–12        | Twenty Twelve                                   | Ian Fletcher                     | 13 серій                                                         |
| 2011–14        | The Hotel                                       | Narrator                         | 33 серії                                                         |
| 2012           | Turn Back Time: The Family                      | Narrator                         | 5 серій                                                          |
| 2012           | Getting On                                      | Philip Moore                     | Серія: «#3.6»                                                    |
| 2012           | World's Most Dangerous Roads                    | Камео                            | Episode: «#3.2»                                                  |
| 2012           | Mr Stink                                        | Mr Stink                         | Телевізійний фільм                                               |
| 2013           | Демони Да Вінчі                                 | Галеаццо Марія Сфорца            | Серія: «The Hanged Man»                                          |
| 2014           | Top Gear                                        | Камео                            | Епізод: «Зірка в автомобілі за розумною ціною»                   |
| 2014–17        | W1A                                             | Ian Fletcher                     | 14 серій                                                         |
| 2015–16        | Галавант                                        | Король піратів                   | 2 епізоди                                                        |
| 2015–18        | Софія Прекрасна                                 | Оповідач                         | 5 епізодів                                                       |
| 2016           | Порожня корона                                  | Глостер                          | Епізод: «Генріх VI, частина I»                                   |
| 2016           | Walliams &amp; Friend                           | Різні                            | 7 серія                                                          |
| 2017           | The Grand Tour                                  | Камео                            | Серія 2 Епізод 3                                                 |
| 2017           | A Return to Grace: Luther's Life and Legacy     | Оповідач                         | Документальний                                                   |
| 2018           | Countdown to Calvary                            | Host/Narrator                    | Documentary                                                      |
| 2018           | Томас і друзі                                   | Мерлін                           | Голос; Епізод: «Бачити — значить вірити»                         |
| 2019           | Події минулого тижня з Джоном Олівером          | Оповідач                         | 2 епізоди                                                        |
| 2018–23        | Great Performances                              | Ведучий/Оповідач                 | «Новорічний концерт Віденського філармонічного оркестру» (2018)  |
| 2018–23        | Great Performances                              | Ведучий/Оповідач                 | «Новорічний концерт Віденського філармонічного оркестру» (2019)  |
| 2018–23        | Great Performances                              | Ведучий/Оповідач                 | «Новорічний концерт Віденського філармонічного оркестру» (2020)  |
| 2018–23        | Great Performances                              | Ведучий/Оповідач                 | «Новорічний концерт Віденського філармонічного оркестру» (2021)» |
| 2018–23        | Great Performances                              | Ведучий/Оповідач                 | «Новорічний концерт Віденського філармонічного оркестру» (2022)" |
| 2018–23        | Great Performances                              | Ведучий/Оповідач                 | «Новорічний концерт Віденського філармонічного оркестру» (2023)" |
| 2020           | Sandylands                                      | One-Eyed Man                     | 2 серії                                                          |
| 2020           | Амфібія                                         | Вігберт Рібітон                  | Озвучення; серія: «Swamp and Sensibility»                        |
| 2020           | Качині історії                                  | Санта-Клаус                      | Озвучення; серія: «How Santa Stole Christmas»                    |
| 2022           | The Hidden Lives of Pets                        | Оповідач                         | Документальний серіал                                            |
| 2022           | Secrets of the Royal Gardens                    | Оповідач                         | Документальний серіал                                            |
| 2023           | The Gold                                        | DCI Brian Boyce                  | 6 серій                                                          |
| 7 березня 2023 | DNA Journey                                     | Грає себе                        |                                                                  |
| 2023           | Коронаційний концерт                            | Ведучий                          | [ 35 ]                                                           |

### Аудіокниги
| Рік  | Назва книги               | Роль     | Примітки |
| ---- | ------------------------- | -------- | -------- |
| 2004 | Птахи без крил            | оповідач |          |
| 2014 | Золотий палець            | оповідач |          |
| 2016 | Paddington Takes the Test | оповідач |          |
| 2016 | Paddington At Large       | оповідач |          |
| 2016 | Paddington Marches On     | оповідач |          |
| 2016 | Paddington Abroad         | оповідач |          |
| 2016 | Paddington At Work        | оповідач |          |
| 2017 | Паддінгтон на роботі      | оповідач |          |
| 2017 | На березі Плам-Крік       | оповідач |          |
| 2017 | Paddington Goes to Town   | оповідач |          |
| 2017 | Farmer Boy                | оповідач |          |
| 2018 | Paddington Takes the Air  | оповідач |          |
| 2018 | Paddington On Top         | оповідач |          |
| 2021 | Абсолютний доказ          | оповідач |          |
| 2022 | Пізнє літо на Стейт-стріт | оповідач |          |

## Нагороди та номінації
| Рік  | Нагорода                                | Категорія                                | Робота              | Результат |
| ---- | --------------------------------------- | ---------------------------------------- | ------------------- | --------- |
| 2001 | Премія Британської кіноакадемії         | Кращий актор другого плану               | Ірис                | Номінація |
| 2001 | Європейська кінопремія                  | Кращий актор                             | Ірис                | Номінація |
| 2002 | Берлінський міжнародний кінофестиваль   | Премія «Новий талант».                   | Ірис                | Перемога  |
| 2006 | Телевізійний фестиваль у Монте-Карло    | Видатний актор мінісеріалу               | Цунамі: Наслідки    | Номінація |
| 2012 | Премія Еммі в прайм-тайм                | Видатний актор драматичного серіалу      | Абатство Даунтон    | Номінація |
| 2013 | Премія Еммі в прайм-тайм                | Видатний актор драматичного серіалу      | Абатство Даунтон    | Номінація |
| 2011 | Золотий глобус                          | Кращий актор — мінісеріал або телефільм  | Абатство Даунтон    | Номінація |
| 2012 | Премія Гільдії кіноакторів              | Видатний ансамбль у драматичному серіалі | Абатство Даунтон    | Перемога  |
| 2013 | Премія Гільдії кіноакторів              | Видатний ансамбль у драматичному серіалі | Абатство Даунтон    | Номінація |
| 2014 | Премія Гільдії кіноакторів              | Видатний ансамбль у драматичному серіалі | Абатство Даунтон    | Перемога  |
| 2015 | Премія Гільдії кіноакторів              | Видатний ансамбль у драматичному серіалі | Абатство Даунтон    | Перемога  |
| 2016 | Премія Гільдії кіноакторів              | Видатний ансамбль у драматичному серіалі | Абатство Даунтон    | Номінація |
| 2011 | Телевізійний фестиваль у Монте-Карло    | Видатний актор драматичного серіалу      | Абатство Даунтон    | Номінація |
| 2013 | Телевізійний фестиваль у Монте-Карло    | Видатний актор драматичного серіалу      | Абатство Даунтон    | Номінація |
| 2011 | British Comedy Awards                   | Найкращий телевізійний комедійний актор  | Двадцять дванадцять | Номінація |
| 2012 | British Comedy Awards                   | Найкращий телевізійний комедійний актор  | Двадцять дванадцять | Номінація |
| 2012 | Телевізійна премія Британської академії | Кращий актор комедійної програми         | Двадцять дванадцять | Номінація |
| 2013 | Телевізійна премія Британської академії | Кращий актор комедійної програми         | Двадцять дванадцять | Номінація |
| 2015 | Телевізійна премія Британської академії | Кращий актор комедійної програми         | W1A                 | Номінація |
| 2016 | Телевізійна премія Британської академії | Кращий актор комедійної програми         | W1A                 | Номінація |

## Нагороди

### Commonwealth honours
| Країна          | Дата                          | Призначення                             | Після іменні літери |
| --------------- | ----------------------------- | --------------------------------------- | ------------------- |
| Велика Британія | 8 жовтня 2019 – тепершній час | Заступник лейтенанта Західного Сассекса | DL                  |

### Університетські дипломи
| Місцезнаходження | Дата | Школа                                           | Ступінь                                                          |
| ---------------- | ---- | ----------------------------------------------- | ---------------------------------------------------------------- |
| Англія           |      | Коледж Корпус-Крісті, Кембридж                  | Нижній другий клас з відзнакою бакалавр мистецтв (BA) з теології |
| Англія           |      | Академія драматичного мистецтва Веббера Дугласа |                                                                  |

### Почесні дипломи
| Місцезнаходження | Дата         | Школа                      | Ступінь                           |
| ---------------- | ------------ | -------------------------- | --------------------------------- |
| Англія           | жовтень 2019 | Вінчестерський університет | Доктор мистецтвознавства (D.Arts) |